# Revolver (pel·lícula de 1973)
Revolver (coneguda internacionalment com Blood in the Streets i In the Name of Love) és una pel·lícula Poliziotteschi italiana del 1973 dirigida per Sergio Sollima. És protagonitzada per Oliver Reed i Fabio Testi. El tema de la pel·lícula, "Un Amico", va ser gravat per Ennio Morricone i també va aparèixer a la pel·lícula de Quentin Tarantino de 2009 Maleïts malparits.

## Argument
Vito Cipriani és el vicedirector d'un centre penitenciari de Milà, on està detingut Milo Ruiz, un petit criminal. La dona de Vito, l'Anna, és segrestada per una banda que exigeix, a canvi de la seva llibertat, l'alliberament de Milo. Sense saber què fer, el subdirector decideix ajudar-lo a escapar i va amb ell a la recerca de la seva dona. Aviat, però, s'adona que és un peó en un joc molt més gran, que implica grans interessos polítics, i entén que l'afer està relacionat amb un atac a un empresari petrolier. Així que, inevitablement, decideix posar-se al costat de Milo per trobar la seva dona i intentar desemmascarar aquestes intrigues.

## Repartiment
- Oliver Reed com a Vito Cipriani
- Fabio Testi com a Milo Ruiz
- Agostina Belli com Anna Cipriani
- Paola Pitagora com a Carlotta
- Daniel Beretta com Al Niko
- Frédéric de Pasquale com a Michel Granier
- Marc Mazza com a inspector de policia calb
- Reinhard Kolldehoff com a advocat francès
- Bernard Giraudeau com a segrestador sicilià
- Peter Berling com a Grappa
- Alexander Stephan (com a Gunnar Warner) com a Jean-Daniel Auger
- Calisto Calisti com a Maresciallo Fantuzzi
- Steffen Zacharias com a Joe Le Corse
- Michel Bardinet com a policia francès
- Salvatore Borghese com a presoner suïcida
- Giovanni Pallavicino com a segrestador sicilià
- Marco Mariani com Carlo DeGregori
- Jean Degrave com Harmakolas
- Franco Moraldi com a cap de la policia francesa
- Ottavio Fanfani com a botiguer
- Gianni Bortolotto com a Doctor

## Producció
Paola Pitagora recorda com Oliver Reed sempre apareixia borratxo al plató (cosa confirmada pel director Sollima) i com a resultat sovint hi havia dificultats durant el rodatge, inclòs un incident en què Reed "sota la influència" va estavellar un autobús VW contra un pal i Paola Pitagora, que es va colpejar la cara dins del vehicle, va haver de portar grans ulleres de sol durant la resta del rodatge per tapar els seus ulls de vellut.

## Estrena
Revolver es va estrenar a Itàlia el 27 de setembre de 1973 on va ser distribuït a les sales per Panta. La pel·lícula va recaptar 477.374.000 lires italianes a Itàlia.